# Paleogeen
| Eon          | Eratheem Era | Systeem Periode | Serie Tijdvak | Tijd geleden (Ma) |
| ------------ | ------------ | --------------- | ------------- | ----------------- |
| Fanerozoïcum | Cenozoïcum   | Kwartair        | Holoceen      | 0,0117 - heden    |
| Fanerozoïcum | Cenozoïcum   | Kwartair        | Pleistoceen   | 2,58 - 0,0117     |
| Fanerozoïcum | Cenozoïcum   | Neogeen         | Plioceen      | 5,333 - 2,58      |
| Fanerozoïcum | Cenozoïcum   | Neogeen         | Mioceen       | 23,03 - 5,333     |
| Fanerozoïcum | Cenozoïcum   | Paleogeen       | Oligoceen     | 33,9 - 23,03      |
| Fanerozoïcum | Cenozoïcum   | Paleogeen       | Eoceen        | 56,0 - 33,9       |
| Fanerozoïcum | Cenozoïcum   | Paleogeen       | Paleoceen     | 66,0 - 56,0       |
| Fanerozoïcum | Mesozoïcum   | Krijt           | Laat          | ouder             |

Het Paleogeen is een tijdperk in de geologische tijdschaal dat duurde van 66 tot 23,03 miljoen jaar (Ma) geleden. Het is de oudste van drie perioden of het onderste van drie systemen waarin het Cenozoïcum is ingedeeld. Het komt na de jongste periode van het Mesozoïcum, het Krijt, en na het Paleogeen komt het Neogeen. Het Paleogeen zelf is weer onderverdeeld in drie tijdvakken: Paleoceen, Eoceen en Oligoceen.

## Naamgeving en gebruik
Vroeger werd de tijdspanne tussen 65,5 en 2,588 miljoen jaar meestal Tertiair genoemd, maar sinds de jaren 80 is een tweedeling van het Tertiair in Paleogeen en Neogeen steeds gebruikelijker geworden. De naam Paleogeen werd echter al in het midden van de 19e eeuw gebruikt, toen de Oostenrijkse paleontoloog Moriz Hörnes hem invoerde om gesteentelagen in het Bekken van Wenen te beschrijven. In 2003 besloot de ICS (de instantie die de internationale standaardisering van de geologische tijdschaal regelt) het Tertiair af te schaffen, maar in 2005 kwam de commissie op dit besluit terug. Tegenwoordig wordt het gebruik van Paleogeen en Neogeen aangeraden in plaats van Tertiair.
De drie onderverdelingen van het Paleogeen zijn al sinds de 19e eeuw in gebruik en zijn ook tegenwoordig nog gebruikelijker.

## Paleogeografieenpaleoklimaat
De ligging van de continenten verschilde in het Paleogeen niet zo heel veel van tegenwoordig. India en Australië bewogen tijdens het Paleogeen noordwaarts. Het eerste continent zou na het Paleogeen met Eurazië in botsing komen, waardoor de Himalaya zou ontstaan. De noordwaartse beweging van Australië ten opzichte van Antarctica zorgde ervoor dat het laatste continent steeds meer in een geïsoleerde positie op de zuidpool kwam te liggen. Ten zuiden van Europa en West-Azië sloot langzaam de Tethysoceaan als gevolg van de noordwaartse beweging van Afrika. Dit veroorzaakte de Alpiene orogenese, een doorgaande fase van gebergtevorming die tijdens het Paleogeen onder andere in de Alpen, Pyreneeën en Zagros actief was.
Aanvankelijk koelde het klimaat af en daalde het eustatisch zeeniveau, een ontwikkeling die al aan het einde van het Krijt begonnen was. In het Paleoceen was het zeeniveau relatief laag. Tijdens het Eoceen vond echter een opwarming plaats, die culmineerde in het warme Eocene Climatic Optimum. Daarna koelde het klimaat weer af, wat zich uitte in het groeien van de ijskap op Antarctica aan het einde van het Eoceen. Het Oligoceen kende een relatief koel klimaat. Vergeleken met tegenwoordig waren al deze tijdperken echter nog steeds relatief warm.

## Leven
Het Paleogeen volgt op de grote massa-extinctie aan het einde van het Krijt, waarbij de dinosauriërs uitgezonderd de vogels, ammonieten, rudisten, zeereptielen en vele andere groepen uitstierven. In de zee bleven groepen over die ook het tegenwoordige zeeleven domineren, zoals moderne groepen mollusken en beenvissen. Tijdens het Oligoceen daalde de concentratie calcium in het zeewater, wat waarschijnlijk zorgde voor de opkomst van koralen en de neergang van nannoplankton.
Op het land namen de zoogdieren de vrijgekomen ecologische niches van de dinosauriërs over. Hoewel zoogdieren aan het begin van het Paleogeen nog kleine, onopvallende dieren waren diversifiseerden ze zich door snelle adaptieve radiatie. Aan het einde van het Paleogeen namen zoogdieren op het land een dominante ecologische positie in, terwijl andere groepen zoogdieren verschenen die in de zee en de lucht leefden.
De flora van het Paleogeen was niet zeer verschillend van die van het Krijt. Een belangrijke ontwikkeling was het verschijnen van moderne grassen halverwege de periode.